# Desde aquel día de Abril... (Amapolas Comuneras)
Desde aquel día de Abril... (Amapolas Comuneras) es el primer álbum de la banda de folk española Almenara (banda), lanzado en 1984.

## Lista de canciones
El álbum contiene las siguientes canciones:
1. Castilla Lo Mas Granado (5:43)
2. La Casa (2:28)
3. Gala De Los Pajaritos (2:45)
4. Romance De La Loba Parda (2:27)
5. Jota Del Huerto (3:11)
6. Canción Para Dulcimer (3:11)
7. Rogativas (2:32)
8. Tierra De Campos (1:39)
9. Ronda Maragata (1:18)
10. Corro Coplas Y Jota De Polentinos (3:24)
11. Romance De Cuaresma (2:11)
12. Jotas Del Rio Esgueva (2:28)

## Músicos
- Juan J. Conde: guitarra y voz.
- Jesús Cifuentes: bajo y voz.
- Eduardo Burgos: guitarra y percusión.
- Ignacio Cabero: laúd y percusión.
- Carlos Soto: flautas y dulzaina.
- Mª Dolores Gutiérrez: voz y percusión.
- Belén Artuñedo: voz y percusión.